# Ewa Bień
Ewa Iwona Bień – profesor nauk medycznych, pracownik naukowy Gdańskiego Uniwersytetu Medycznego

## Życiorys
W 1993 roku ukończyła z wyróżnieniem kierunek lekarski w Akademii Medycznej w Gdańsku. Po studiach odbywała wolontariat na Oddziale Onkologii Dziecięcej I Kliniki Chorób Dzieci Instytutu Pediatrii AMG. W 1994 roku zakończyła lekarski staż podyplomowy w Samodzielnym Publicznym Szpitalu Klinicznym nr 1 w Gdańsku. W tym samym roku zdała egzamin kwalifikujący na Doktoranckie Studia Podyplomowe przy Akademii Medycznej w Gdańsku. Jest specjalistą chorób dzieci oraz hematologii i onkologii dziecięcej. 30 listopada 2000 roku uzyskała stopień doktora nauk medycznych w oparciu o dysertację doktorską pt. "Rozpuszczalny receptor dla Interleukiny-2 i Beta-2-mikroglobuliny jako markery aktywności choroby nowotworowej i odpowiedzi na leczenie u dzieci ze złośliwymi guzami litymi i rozrostowymi schorzeniami układu krwiotwórczego". 5 grudnia 2013 obroniła habilitację na podstawie pracy naukowej "Znaczenie wybranych markerów biochemicznych i immunologicznych w monitorowaniu przebiegu i prognozowaniu wyniku leczenia u dzieci z mięsakami tkanek miękkich". W 2019 roku Ewa Bień została podniesiona do godności profesora nauk medycznych i nauk o zdrowiu.
Do głównych zainteresowań prof. E. Bień należą: diagnostyka i leczenie schorzeń onkologicznych i hematologicznych u dzieci, rzadkie przypadki nowotworów u dzieci, dawstwo i transplantacja komórek krwiotwórczych, wskazania do pobierania i przechowywania krwi pępowinowej, markery nowotworowe, schorzenia i zespoły predysponujące do rozwoju nowotworów.